# Artiste émérite

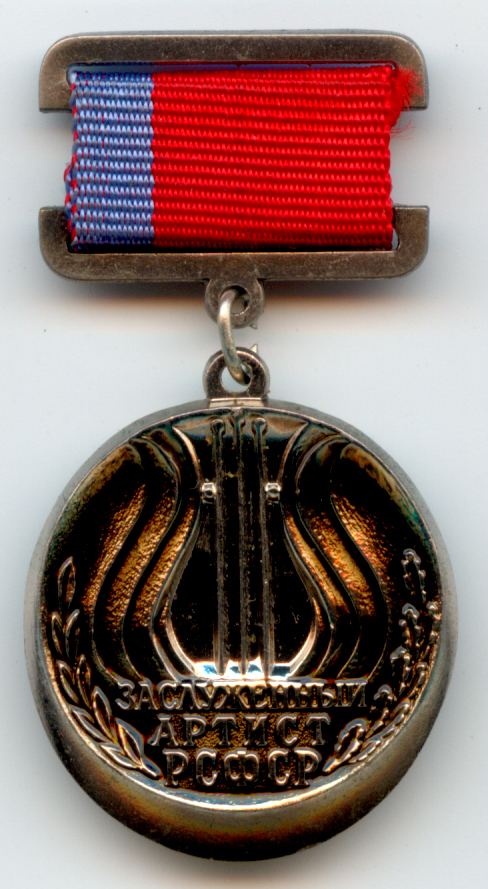
La médaille d'artiste émérite de la république socialiste fédérative soviétique de Russie.

Le titre d'artiste émérite, également traduit par artiste méritoire (en russe : заслуженный артист, zasloujenny artist), est un titre honorifique de l'Union soviétique et de la république socialiste fédérative soviétique de Russie, également décerné dans certains pays de l'Europe orientale, ainsi que dans un certain nombre de pays issus de la dislocation de l'URSS.
Le titre est décerné par un gouvernement national pour les acteurs, réalisateurs, cinéastes, écrivains, danseurs, chanteurs, peintres, architectes et autres artistes pour leurs réalisations exceptionnelles dans le domaine artistique.

## Artiste émérite de larépublique socialiste fédérative soviétique de Russiede l'Union soviétique
Une liste partielle de ces artistes est dressée ci-dessous.
- 1967 : Pavel Louspekaïev
- 1979 : Leonid Kharitonov
- 1979 : Petr Chelokhonov
- 1979 : Alla Pougatcheva
- 1984 : Mikhaïl Boïarski

## Artistes émérites de Hongrie
Une liste partielle de ces artistes est dressée ci-dessous.
- 1962 : Klára Langer